# Joost II van Schaumburg
Joost (Jobst) II van Schaumburg-Gemen of Joost van Schouwenburg (ca. 1525 – 29 mei 1581), was graaf van Schaumburg, heer van Gemen en een Staats militair die aan het begin van de Tachtigjarige Oorlog diende onder Willem van Oranje, wiens neef hij was.

## Levensloop

### 1568: ritmeester onder Oranje
Schouwenburg, zoals hij in de geschiedschrijving genoemd wordt, nam deel aan de slag bij Heiligerlee (1568), waar hij onder bevel van Lodewijk van Nassau 300 Hoogduitse ruiters en daarnaast ook nog voetknechten aanvoerde. Na de daaropvolgende slag bij Jemmingen vluchtte hij met Lodewijk naar Duitsland. Hij nam daarna nog met 1000 ruiters deel aan de herfstveldtocht van Oranje, die rampzalig eindigde met de slag bij Geldenaken.

### 1572: geuzenstadhouder in Friesland
Na de inname van Den Briel op 1 april 1572 bezetten de geuzen verscheidene steden in Holland, Zeeland, Utrecht en westelijk Gelre (Bommel en Buren). Deze Geuzenopstand gebeurde in gebrekkige maar vastberaden coördinatie met Oranjes tweede invasie, waarbij ook plaatsen in Overijssel, overig Gelre, Brabant, Vlaanderen en Henegouwen werden ingenomen. In dit kader beval Oranje Schouwenburg om met acht vendels Duitse knechten bezit te nemen van Friesland, alwaar deze zich gesteund zag door figuren als Doeke van Martena en Diederik van Bronckhorst-Batenburg, die Friese geuzen aanvoerden.
In de zomer van 1572 raakte vrijwel geheel Friesland in handen van rebellen: Dokkum, Sneek, Bolsward en Franeker kozen uit eigen beweging voor prins Willem van Oranje, maar de Spaansgezinde stadhouder Caspar de Robles behield de blokhuizen van Leeuwarden, Harlingen en Stavoren, hoewel die laatste plaats op 24 augustus ook door de geuzen werd veroverd. In deze periode werden veel Friese kloosters door geuzenbenden verwoest.
Op 14 juli 1572 stelde Oranje, die Schouwenburg zijn "vriendtlycke lieve Neve" noemt, hem aan tot stadhouder van Friesland en Groningen (de Ommelanden inbegrepen). Te Franeker (in het Sjaardema-slot) zette Schouwenburg een tegenregering op om te concurreren met het koningsgetrouwe Leeuwarden. Schouwenburg en Bronckhorst hebben korte tijd ruzie gemaakt om het stadhouderschap, maar Martena bemiddelde in de kwestie en herstelde de orde: Schouwenburg bleef stadhouder, Bronckhorst werd tot kolonel over enige troepen gemaakt.
De Robles versloeg op 6 september bij Stavoren een leger van 6000 Oranjetroepen. Ook begin september 1572 werd Dokkum met veel geweld door Waalse regeringstroepen heroverd en geplunderd; deze gebeurtenis staat bekend als de Waalse Furie in Dokkum. Door deze twee nederlagen werd Schouwenburgs positie moeilijker, maar hij hield nog vol. Pas toen in november Zutphen werd uitgemoord door de troepen door Don Frederik en de IJsselsteden zich vrijwillig overgaven, volgde Schouwenburg het voorbeeld van Willem IV van den Bergh en vluchtte opnieuw naar Duitsland, zijn stadhouderschap in de steek latend.